# Džerom Kern
Džerom Dejvid Kern (27. januar 1885 – 11. novembar 1945) bio je američki kompozitor mjuzikla i popularne muzike. On je jedan od najvažnijih američkih pozorišnih kompozitora ranog 20. veka, koji je napisao više od 700 pesama, korištenih u preko 100 scenskih radova, uključujući klasike kao što su: „”, „”, „”, „”, „”, „”, „”, „Long Ago (and Far Away)” i „Who?”. On je sarađivao sa mnogim vodećim libretistima i liričarima svoje ere, uključujući Džordža Grosmita mlađeg, Gaj Boltona, P. G. Vodehausa, Ota Harbaha, Oskara Hamerštajna , Doroti Filds, Džonija Mersera, Ajru Geršvina i Jipa Harburga.
Kern, rođeni Njujorker, stvorio je na desetine brodvejskih mjuzikla i holivudskih filmova u karijeri koja je trajala više od četiri decenije. Njegove muzičke inovacije, poput plesnih ritmova 4/4 i upotrebe sinkopiranja i džeznih progresija, izgrađene su na ranijoj tradiciji muzičkog teatra. On i njegovi saradnici takođe su koristili njegove melodije kako bi unapredili akciju ili razvili karakterizaciju u većoj meri nego u ostalim muzikantima svog doba, stvarajući model za kasnije muzikale. Iako su desetine Kernovih mjuzikla i muzičkih filmova bili hitovi, samo Show Boat se sada redovno oživljava. Pesme iz njegovih drugih predstava, međutim, i dalje se često izvode i prilagođavaju. Mnoge Kernove pesme su prilagodili džez muzičari tako da su postale standardne melodije.

## Biografija

### Detinjstvo i mladost
Kern je rođen u Njujorku, u Saton plejsu, u tadašnjem gradskom pivskom okrugu. Njegovi roditelji bili su Henri Kern (1842–1908), nemački jevrejski imigrant, i Fani Kern, devojački Kakeles (1852–1907), koja je bila američki Jevrejka Bohemskog porekla. U vreme Kernovog rođenja, njegov otac je vodio štalu; kasnije je postao uspešan trgovac. Kern je odrastao u Istočnoj 56. ulici na Menhetnu, gde je pohađao javne škole. Rano je pokazao sposobnost za muziku, i njegova majka, koja je bila talentovani mzičar, ga je naučila da svira na klavir i orgulje.

## Izabrani radovi
Napomena: Sve navedene predstave su muzičke komedije za koje je Kern bio jedini kompozitor, osim ako nije drugačije navedeno.
Tokom svoje prve faze rada (1904–1911) Kern je napisao pesme za 22 Brodvejske produkcije, uključujući pesme unete u britanske mjuzikle ili predstavljene u revijama (ponekad pišući liriku kao i muziku), a povremeno je pisao i mjuzikle sa jednim ili dvoje drugih kompozitora. Tokom posete Londonu početkom 1905. godine, takođe je komponovao pesme koje su prvi put izvedene u nekoliko londonskih emisija. Sledeći spisak sadrži neke od najzapaženih predstava iz ovog perioda:
- (1904) – doprineo je većini pesama za njujoršku produkciju ovog mjuzikla
- (1905) – saradnik je ovog Simor Hiksovog mjuzikla u njujorškoj produkciji
- (1905) – doprineo je muzikom i lirikom ovoj njujorškom produkciji Hiksovog i Ajvan Karilovog mjuzikla
- (1906) – doprineo je ovoj njujorškoj produkciji Karilovog i Oven Holovog mjuzikla
- (1906) – doprineo je sa osam pesama
- (1906) – doprineo je originalnoj londonskoj produkciji ovog Hiksovog mjuzikla, sa liristom P. G. Vodehausom
- (1907) – doprineo je njujorškoj produkciji ovog Karilovog i Lajonel Monktonovog mjuzikla
- (1908) – doprineo je pesmom „I Can't Say That You're The Only One” njujorškoj produkciji ovoj Karilovog i Monktonovog mjuzikla
- (1908) – napisao je kompozicije za osam od deset pesama
- (1909) – napisao je pesme za američku produkciju
- (1910) – doprineo je sa četiri pesme i delom lirike njujorškoj produkciji ovog Karilovog i Monktonovog mjuzikla
- (1911) – revija – komponovao je sedam pesama; Broadvejski debi Al Džolsona

Od 1912 do 1924, iskusniji Kern je počeo da radi na dramskim predstavama, uključujući scensku muziku za predstave, i prvi put od svog koledžskog nastupa Ujka Tomova kabina, on je pisao mjuzikle kao samostalni kompozitor. Njegovi redovni lirski saradnici na više od 30 njegovih predstava tokom ovog perioda su bili Bolton, Vodehaus, Koldvel, Hari B. Smit i Hauard Dic. Neke od njegovih najistaknutijih emisija tokom ovog veoma produktivnog perioda bile su:
| - (1912 drama; nastupa Bili Berk) – scenska muzika - (1912) – Kernova prva kompletna predstava - (1914) – dobrineo je sa dve pesme ovom Rubensovom mjuziklu - (1914) – dodao je pet pesama u američku produkciju ovog Rubensovog mjuzikla - (1915) – prvi šou „Princezinog Teatra” - (1915; obnovio 1975) - (1916; revija; prva od mnogih) – doprineo je sa četiri pesme - (1916) – doprineo je četir pesme londonskom hitu mladog Ajvora Novela - - muzička komedija - (1917) – doprineo je dve pesme ovom uspehu Imreta Kalmana - (1917) – kompozicija i deo lirike - (1917) | - (1917) – najuspešniji šou Princezinog Teatra - (1917) – doprineo je pesmo „” - (1917; obnovljeno u 1958 varn Brodveja) - (1918) – zadnji hit Princezinog Teatra - (1918) – doprineo je jednom pesmu zadnjem šou Princezinog teatra - (1920) - (1920) – revija - (1920; obnovljeno 1923 i 1948) – jedan od Kernovih najvećih hitova - (London 1922) - (1922) – Kernov prvi šou sa Fred Asterom - (1923) |

Tokom poslednje faze njegove pozorišne kompozicijske karijere, Kern je nastavio da sarađuje sa svojim prethodnim saradnicima, ali je upoznao i Oskara Hamerštajna II i Ota Harbaha, sa kojima je Kern napisao svoja najdugovečnija, najmemorabilnija i najpoznatija dela. Najuspešnija od njih su sledeća:
- (1925) – nastava predstave Sali i skoro jednako veliki uspeh; prva saradnja sa Hamerštajnom i Harbahom
- (1926) – sa Harbahom
- (1927; često oživljavano) – sa Hamerštajnom
- (1928; London)
- (1929) – sa Hamerštajnom
- (1931) – Kern je sarađivao sa Harbahom na muzici, knjizi i lirici
- (1932; obnovljeno 1951) – kompozitor i korežiser sa Hamerštajnom
- (1933) – sa Harbahom (prerađeno kao Lovely to Look At (1952))[5]
- (1934; London)
- (1939; obnovljeno 1940) – drama – istaknuti tekstopisac
- (1939) – sa Hamerštajnom; Kernov zadnji scencki mjuzikl, i neuspeh

Pored oživljavanja njegovih najpopularnijih predstava, Kernova muzika je posthumno zastupljena u raznim revijama, mjuziklima i koncertima na i izvan Brodveja.
- (1986) – Brodvejska revija koja se u potpunosti sastoji od Kernovih pesama sa lirikom dvanaest različitih pisaca
- (1986) – Bob Fosijeva plesna revija; sadrži „”
- (1995) – koncert kojim se proslavlja stogodišnjica rođendana Oskara Hamerštajna  – istaknutog kompozitora
- (1997) – revija – sadrži „You Were Never Lovelier”, „I'm Old Fashioned”, i „Dearly Beloved”
- (1999) – plesna revija; sadrži „”
- (2002) – šou jedne žene; sadrži „”
- (2003) – mjuzikal koji se u potpunosti sastoji od pesama koje je komponovao Kern, sa lirikom devet različitih pisaca
- (2008) – K T Sulivanova revija biografije Kerna, koja sadrži Kernove pesme
- – plesni pregled Tvajle Tarp; sadrži „”

## Kernove pesme
Među više od 700 Kernovih pesama su i takvi klasici kao što su: „”, „”, „”, „”, „”, „”, „”, „”, „”, „”, „”, „”, „”, „”, „”, „”, „”, „”, „”, „”, „”, „”, „You Are Love” i „Who?”.

## Literatura
- Banfield, Stephen and Geoffrey Holden Block. Jerome Kern, New Haven, Connecticut,
- Blackman, Michael Ernest (1989). A short history of Walton-on-Thames, Walton and Weybridge Local History Society. OCLC 24159639.
- Block, G. "Show Boat: In the Beginning", Enchanted Evenings: the Broadway Musical from 'Show Boat' to Sondheim (New York, 1997), pp, 19–40; 319–24
- Bloom, Ken and Vlastnik, Frank. Broadway Musicals: The 101 Greatest Shows of all Time. Black Dog & Leventhal Publishers, New York. 2004.  978-1-57912-390-1.
- Bordman, Gerald. Jerome Kern: his Life and Music (New York, 1980)
- Davis, L. Bolton and Wodehouse and Kern: the Men who made Musical Comedy (New York, 1993)
- Denison, Chuck, and Duncan Schiedt. The Great American Songbook. Bandon, Oregon, Robert D. Reed Publishers. 2004.  978-1-931741-42-2..
- Ewen, D. The World of Jerome Kern (New York, 1960)
- Fordin, Hugh. Jerome Kern: the Man and his Music Santa Monica, CA, 1975
- Freedland, M. Jerome Kern: a Biography (London, 1978)
- Green, Benny. P. G. Wodehouse – A Literary Biography, Pavilion Books, London. 1981.  978-0-907516-04-0.
- Green, Kay (ed.) Broadway Musicals, Show by Show, Hal Leonard Corporation. 1996.  978-0-793577-50-7.
- Jasen, David. P. G. Wodehouse – Portrait of a Master, Garnstone Press, London. 1972.  978-0-85511-190-8.
- Lamb, Andrew. Jerome Kern in Edwardian London (Littlehampton, 1981; 1985)
- McLean, Lorraine Arnal (1999). Dorothy Donnelly. Jefferson, North Carolina: McFarlan. ISBN 978-0-7864-0677-7..
- Wilder, A. American Popular Song: the Great Innovators, 1900–1950 (New York, 1972)

## Spoljašnje veze
- Džerom Kern на веб-сајту Internet Broadway Database (језик: енглески)
- Džerom Kern на веб-сајту Internet Off-Broadway Database (језик: енглески)
- Džerom Kern na sajtu  (jezik: engleski)